# Helga Hofer

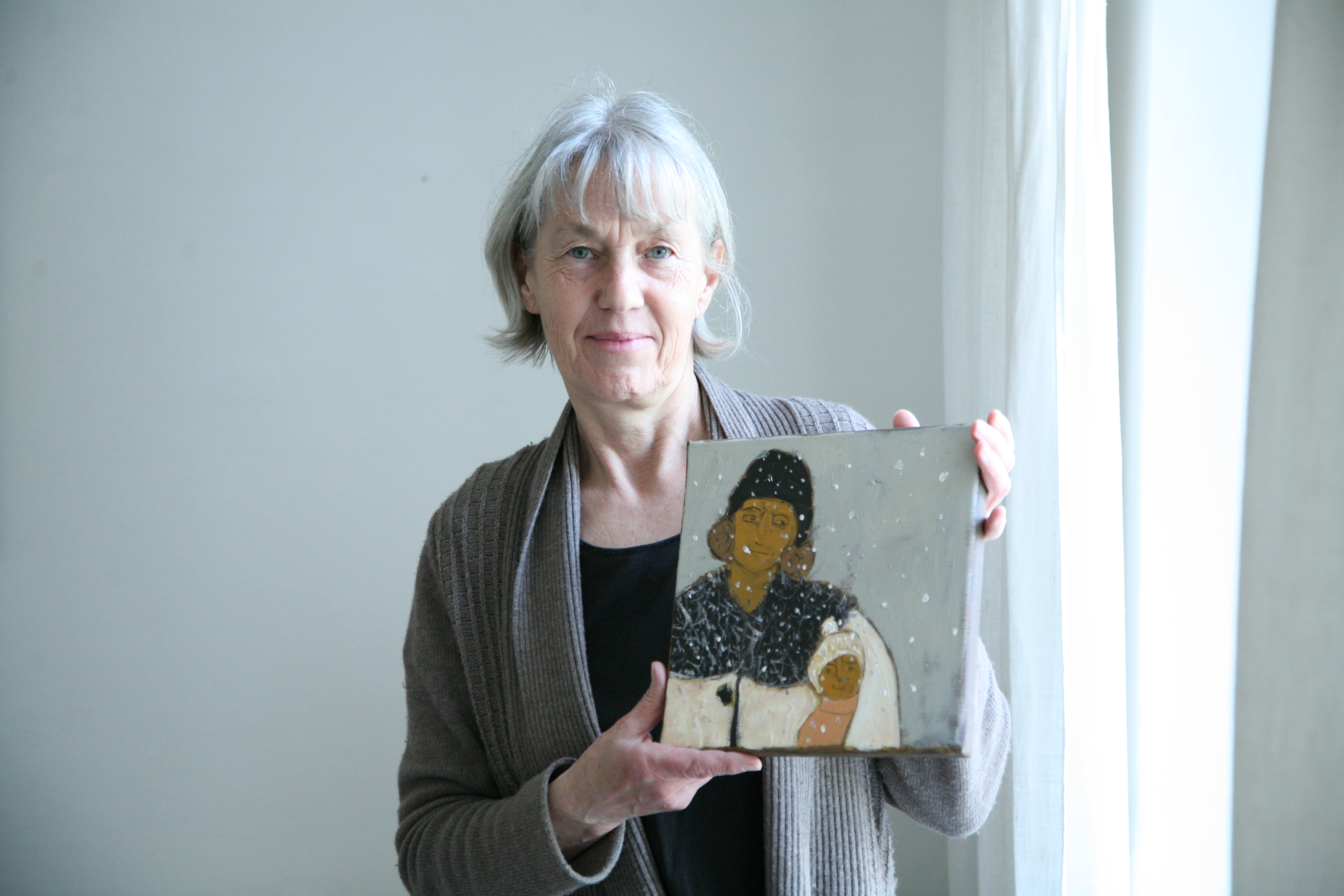
Helga Hofer 2013 mit dem Gemälde (Öl/Lw, 25 × 25 cm, 2009) „Mit meiner Mutter“

Helga Hofer (* 1955 in St. Florian am Inn) ist eine österreichische Textilkünstlerin, Malerin und Herausgeberin.

## Leben und Wirken
Hofer war mit dem Lehrer, Schriftsteller und Kunstkenner Franz Xaver Hofer (1942–2012) verheiratet, sie ist Mutter von drei Kindern. Seit Beginn der 1980er-Jahre ist sie künstlerisch tätig. Nach der Herstellung von Textilarbeiten wandte sie sich Mitte der 1990er-Jahre der Ölmalerei zu. Sie ist als Künstlerin Autodidakt, hat sich aber immer mit Kunst auseinandergesetzt und sich fundamentales Wissen über Kunst und Kultur angeeignet.
Sie ist tätig im Vereinsvorstand des Bilger-Breustedt-Museums in Taufkirchen an der Pram. 1980 bis 2012 war sie Redakteurin der Kulturzeitschrift LANDSTRICH.
2000 genoss sie als Stipendiatin einen Atelieraufenthalt im Atelier des Landes Oberösterreich in Paliano (Italien).

## Ausstellungen (Auswahl)
Die Künstlerin präsentiert ihre Werke vorwiegend in privaten österreichischen Galerien. Vereinzelt waren Werke im Rahmen von Einzelausstellungen in öffentlichen Häusern zu sehen:
- Galerie im Amthof, Feldkirchen in Kärnten (A), 2000
- Kubin-Haus, Wernstein am Inn (A), 2002
- Museum Moderner Kunst, Stiftung Wörlen, Passau (D), 2003
- Stadtgalerie Vilshofen, Vilshofen an der Donau (D), 2007
- Galerie Schloss Puchheim, Attnang-Puchheim (A), 2008
- Kunstverein Passau, Sankt Anna-Kapelle (mit Michael Lauss), Passau (D), 2013
- Galerie für Gegenwartskunst Elfi Bohrer, Bonstetten (CH) 2011 und 2014
- Kubin-Haus, Landesgalerie Linz, Wernstein (A) 2015
- Altstadtgalerie, Hall in Tirol (A) 2016
- Galerie Pehböck, Naarn im Machlande (A) 2018
- Galerie Forum, Wels (A) 2019

## Ausstellungsbeteiligungen (Auswahl)
- Papiersymposium Cartiera antica, Dueville (I) 1995
- Stadtgalerie Deggendorf, Bild der Frau, Deggendorf (D) 1999
- Kunstverein Passau, Sankt Anna-Kapelle, „5 Standpunkte“, Passau (D) 2000
- M-Art-Galerie, Wien (A) 2001
- Galerie Rytmogram (im Rahmen der OÖ-Landesausstellung Salzkammergut), Bad Ischl (A) 2008
- Kulturhaus Stelzhamermuseum Pramet, Pramet (A) 2020

Die Galerie Elfie Bohrer zeigte Werke Hofers 2010 auf der Kunstmesse Zürich.

## Publikationen
Ausstellungskataloge
- Form Farbe Fabel, 1997
- Lebe Wesen, 1998
- Bilderwelten, 2002
- Bilder, Brunnenthal (LandstrichExtra) 2011

Mit Franz Xaver Hofer
- Flammengrün, Zeichnungen (Helga Hofer) und Gedichte von Franz Xaver Hofer, Aspach (edition innsalz) 2001
- Flora – Pflanzenporträts, mit Bildern von Helga Hofer und lyrischen Texten von Franz Xaver Hofer, Aspach (edition innsalz) 2005

Mit Anderen
- Husch, Gedichte für Kinder, Zeichnungen von Helga Hofer, Extra-Die Rampe, Linz, 2001
- Helga Hofer, Bilder, Katalogbuch mit Texten von Carlotta Graedel-Mattei, Jil Silberstein, Helga Hofer, Landstrich-Extra, Brunnenthal, 2011

Als Herausgeberin
- Werke aus dem Nachlass von Franz Xaver Hofer
- Briefe von Hans Joachim und Sofia Breustedt an ihre Tochter: An Marysia – Eine Familiengeschichte in Briefen 1935–1950, Salzburg (Müry Salzmann Verlag) 2015
- Im freien Fall, Kindheitserinnerungen, Tagebuchaufzeichnungen und Briefe von Helga und Franz Xaver Hofer, Munderfing (Artbook Verlag) 2015
- Das schmale blaue Hoffnungsland – Ein Franz-Xaver-Hofer-Lesebuch, mit Beiträgen von Franz Xaver Hofer, Erich Hackl, Richard Wall, Bernhard Widder, Hans Schusterbauer, Brita Steinwendtner und Helga Hofer, Wildenau (edition panoptikum) 2022
- Auf der äußersten Spitze der Pappel - Aufzeichnungen von 2016 - 2023. edition panoptikum 2024, ISBN 978-3-95047-229-5.

## Medien
- Diana Weidlinger: Ich wusste es sofort: Das ist der Mann meines Lebens. In: Oberösterreichische Nachrichten vom 19. August 2010.
- Christine Haiden: Helga Hofer und die Mondsichel. In: Welt der Frau vom 23. Mai 2014.